# Pfaueninsel
Pfaueninsel är en 67 hektar stor ö och park i Berlins västra utkant, belägen i floden Havel.  Slottet och parken på ön anlades under slutet av 1700-talet och början av 1800-talet för den preussiska kungafamiljen, och är i modern tid ett populärt utflykts- och turistmål.  Pfaueninsel förvaltas av stiftelsen Stiftung Preußische Schlösser und Gärten och är sedan 1990 en del av UNESCO-världsarvet Palats och parker i Potsdam och Berlin.

## Geografi
Ön tillhör stadsdelsområdet Steglitz-Zehlendorf i Berlins västra utkant, nära gränsen till Potsdam.  Ön och det omkringliggande området i floden utgör sedan 1924 ett naturskyddsområde och fågelskyddsområde. Särskild hänsyn måste tas även till platsens kulturhistoria och världsarvsstatus, som ibland orsakar motstridiga behov av bevarandeåtgärder.  Platsen kan nås med buss och färja från Wannsees järnvägsstation eller med båt från Berlin och Potsdam.  Avståndet till centrala Berlin är fågelvägen omkring 22 km, till centrala Potsdam omkring 5 km.

## Historia
Arkeologiska fynd från ön består bland annat av bronsföremål från järnåldern och lämningar av slaviska bosättningar.
Kurfursten Fredrik Vilhelm I av Brandenburg anlade under andra halvan av 1600-talet en kaninfarm på ön, och ön kallades därför tidigare även Kaninchenwerder.  1685 skänktes ön till alkemisten och glasframställaren Johannes Kunckel, som byggde ett laboratorium på ön.  Laboratoriet på Pfaueninsel besöktes ofta av kurfursten, som själv hade ett alkemiskt hobbyintresse.  År 1689 brann laboratoriet ner till grunden och Kunckel ruinerades, inte minst då han dessutom av Fredrik Vilhelms son Fredrik III av Brandenburg gjordes återbetalningsskyldig för det finansiella stöd om 8000 taler från kurfursten som han fått, eftersom hans experiment trots kurfurstens intresse inte visat någon praktisk nytta.  Kunckel lämnade Berlin 1692 och verkade därefter framgångsrikt i Sverige, på Karl XI:s inbjudan.

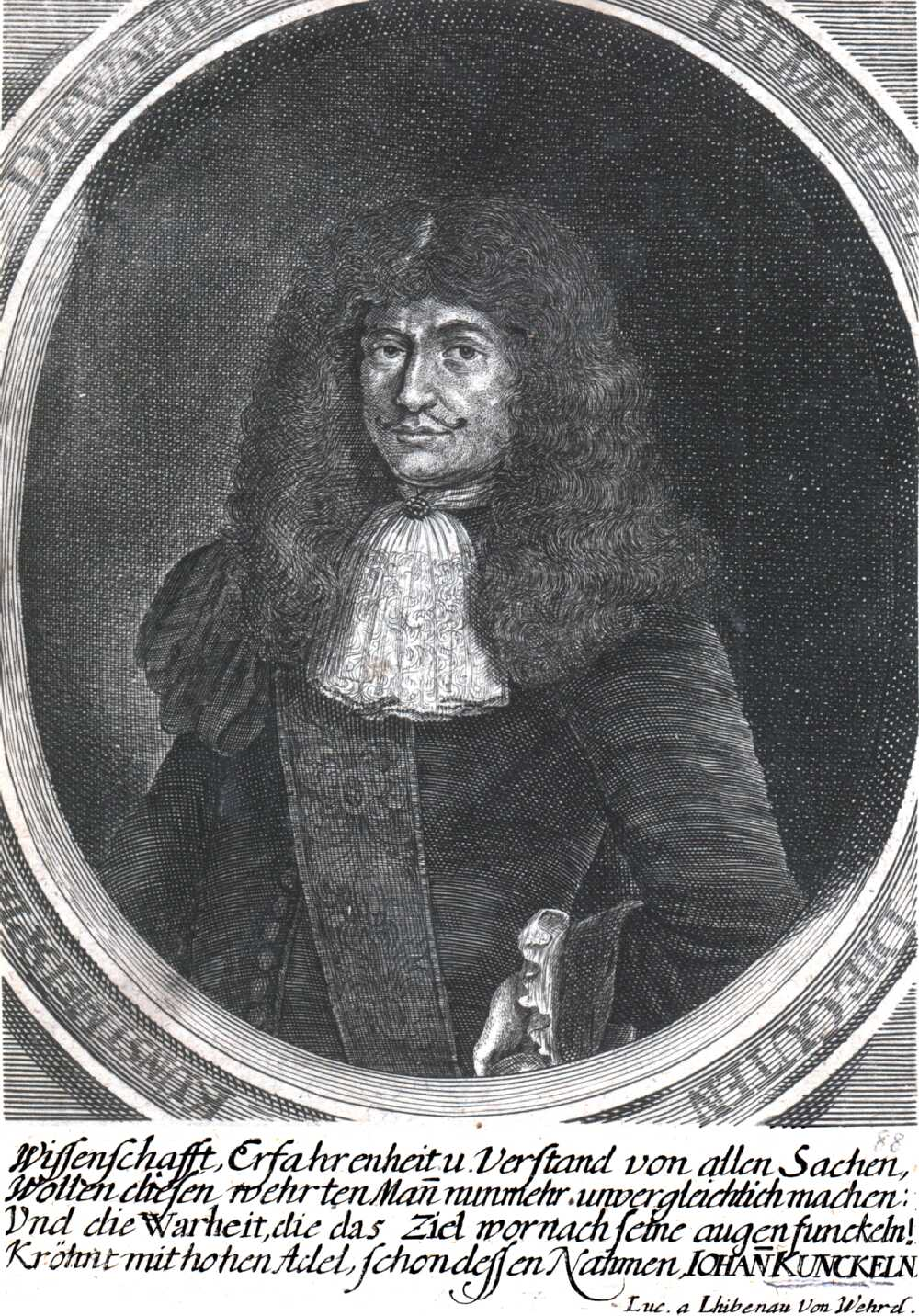
Johannes Kunckel
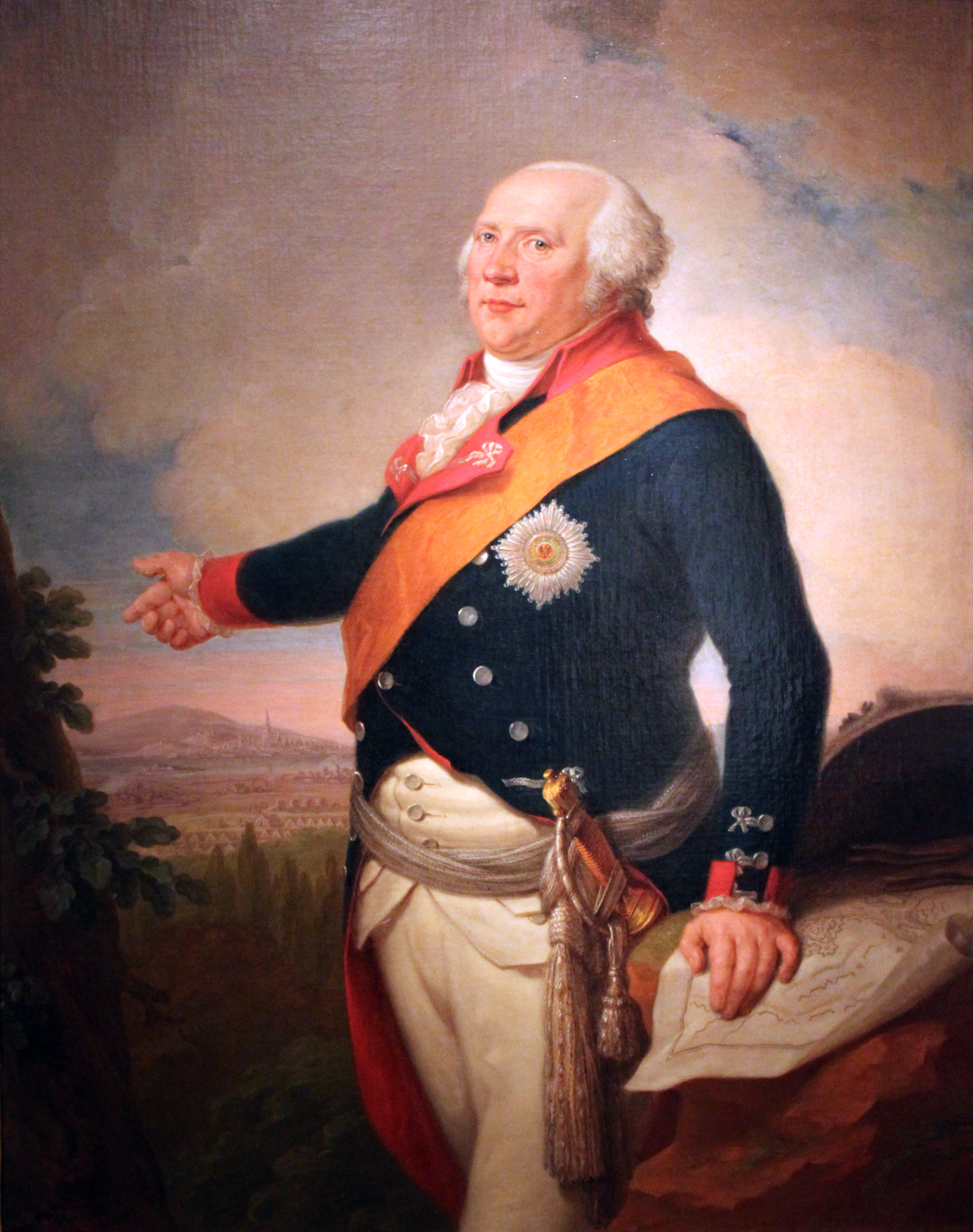
Fredrik Vilhelm II av Preussen
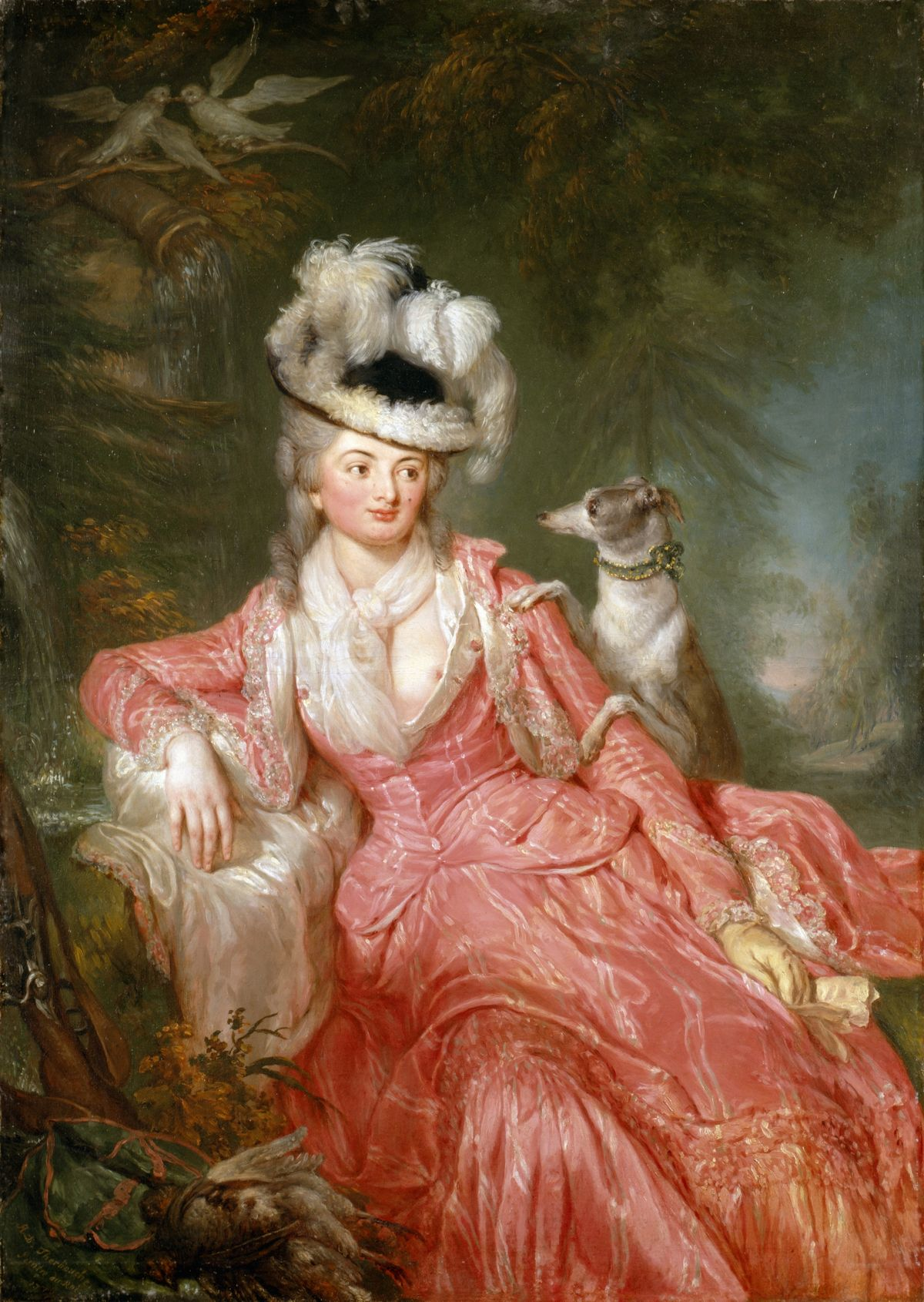
Grevinnan Wilhelmine von Lichtenau
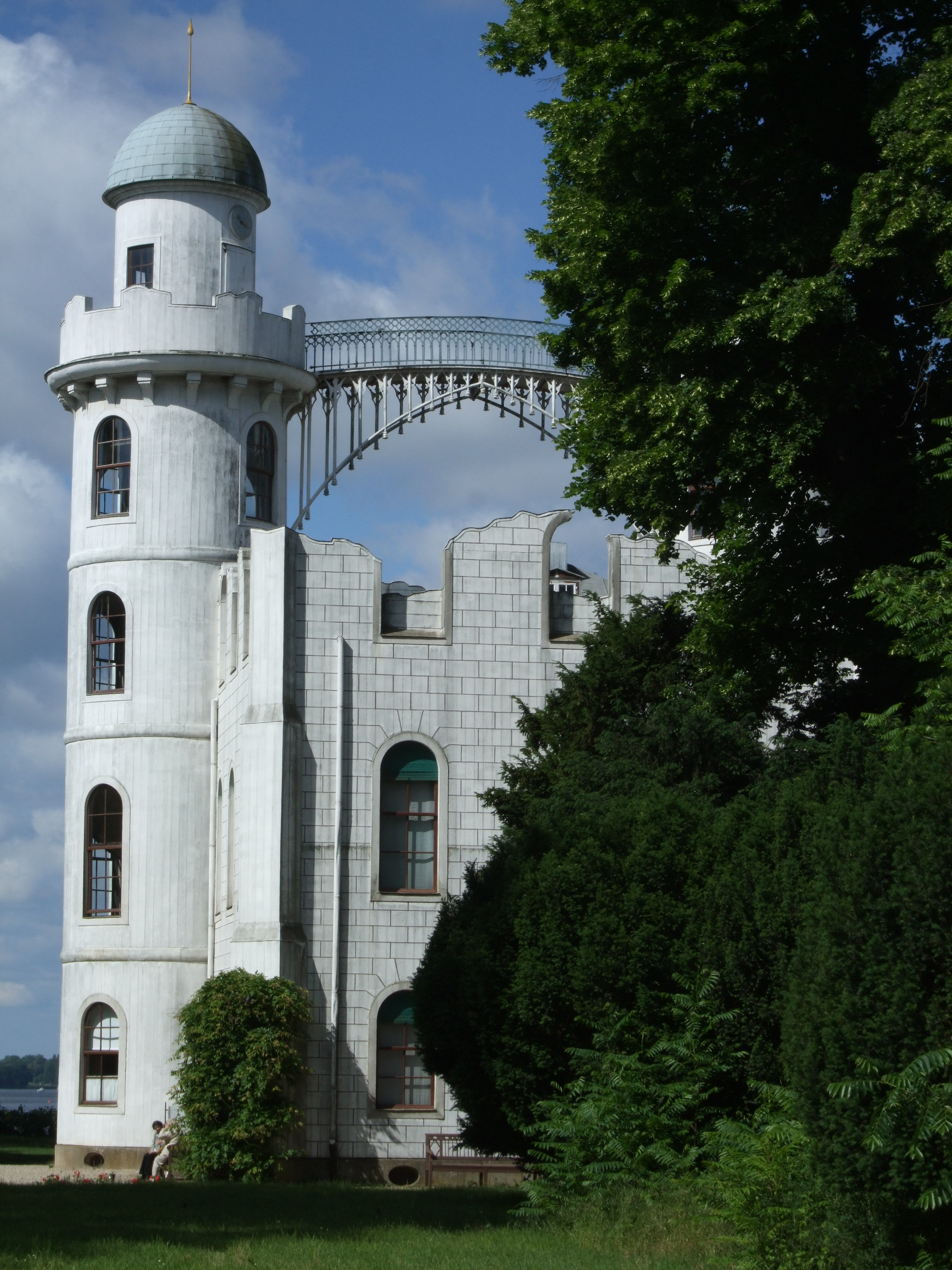
Schloss Pfaueninsel
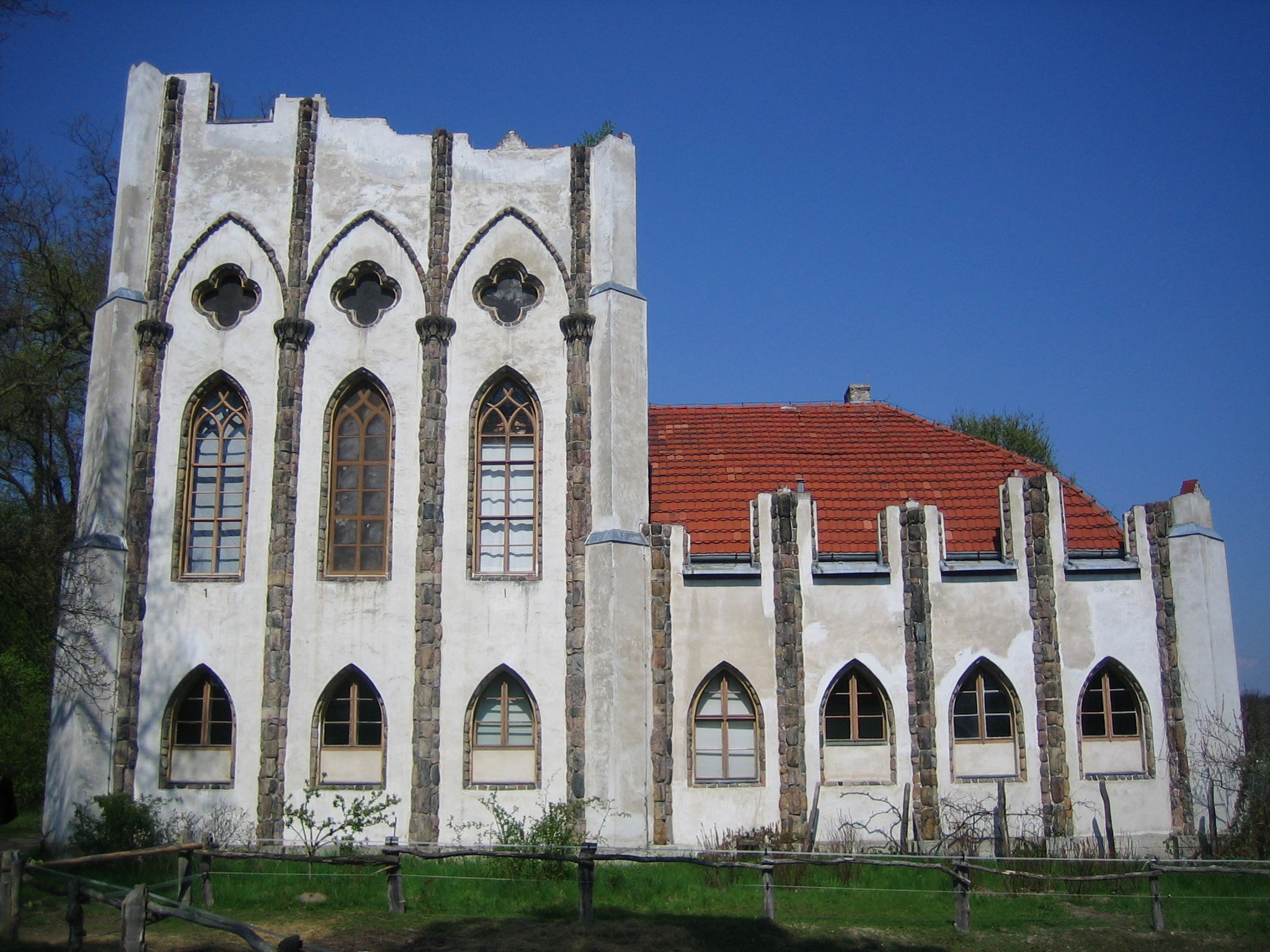
Mejeriet

Under 1700-talet stod ön huvudsakligen oanvänd.  Kungen Fredrik Vilhelm II av Preussen köpte ön 1793 för att anlägga ett lustslott på platsen, som var väl synlig från Neuer Garten och Marmorpalais som kungen använde som sommarresidens.  Schloss Pfaueninsel anlades som ett privat lustslott dit kungen kunde dra sig tillbaka med sin mätress Wilhelmine von Lichtenau.  Grevinnan von Lichtenau planerade personligen stora delar av inredningen.  Vid samma tid byggdes även mejeriet på ön, där man höll mjölkkor, hästar och får.  Man lät även inplantera påfåglar (tyska: Pfau) på ön, som sedan denna tid kallas för Pfaueninsel, även om liknande namn finns omnämnda även i tidigare källor.

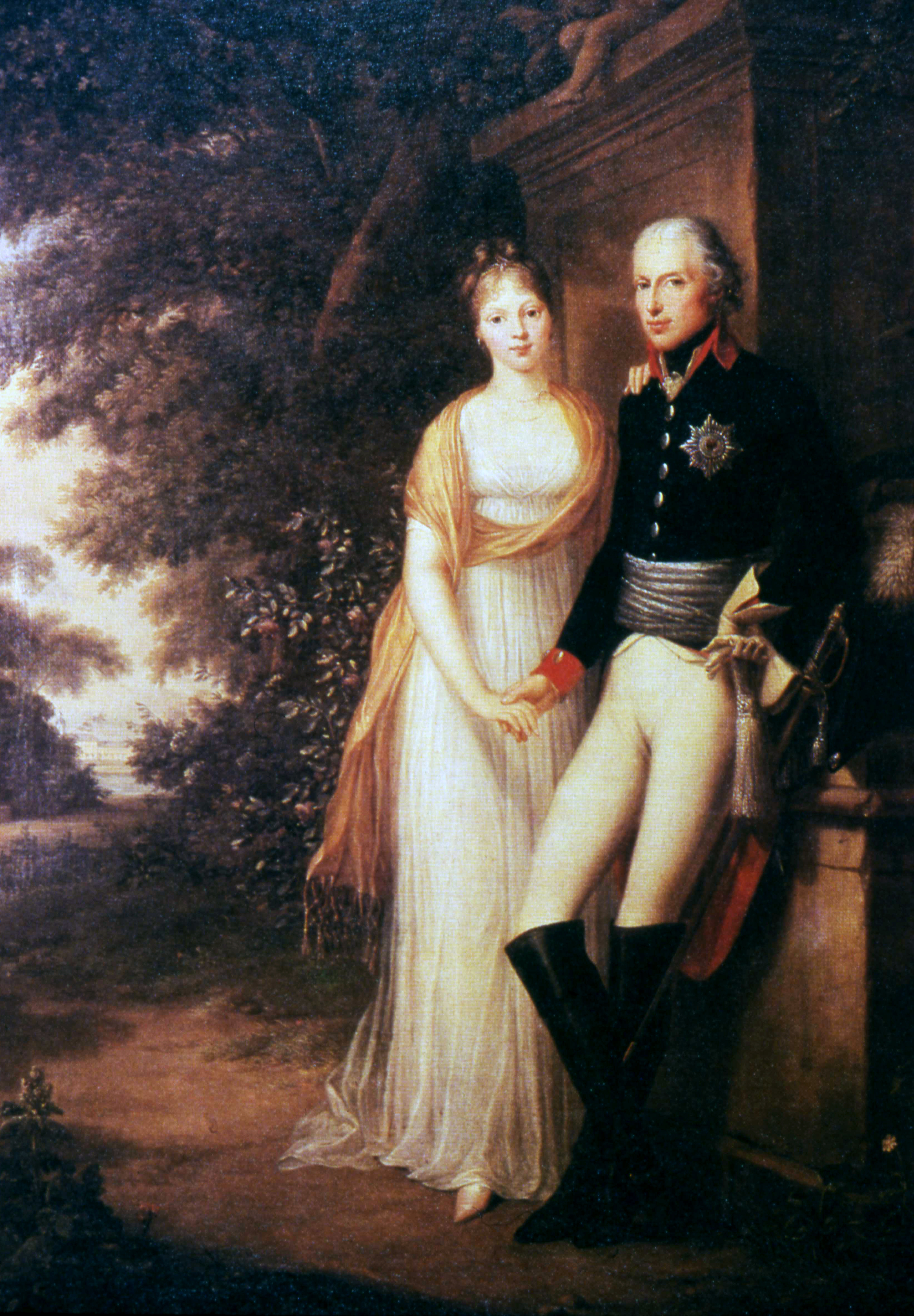
Fredrik Vilhelm III och drottning Louise på Pfaueninsel, 1799, målning av Friedrich Georg Weitsch (1758-1828).

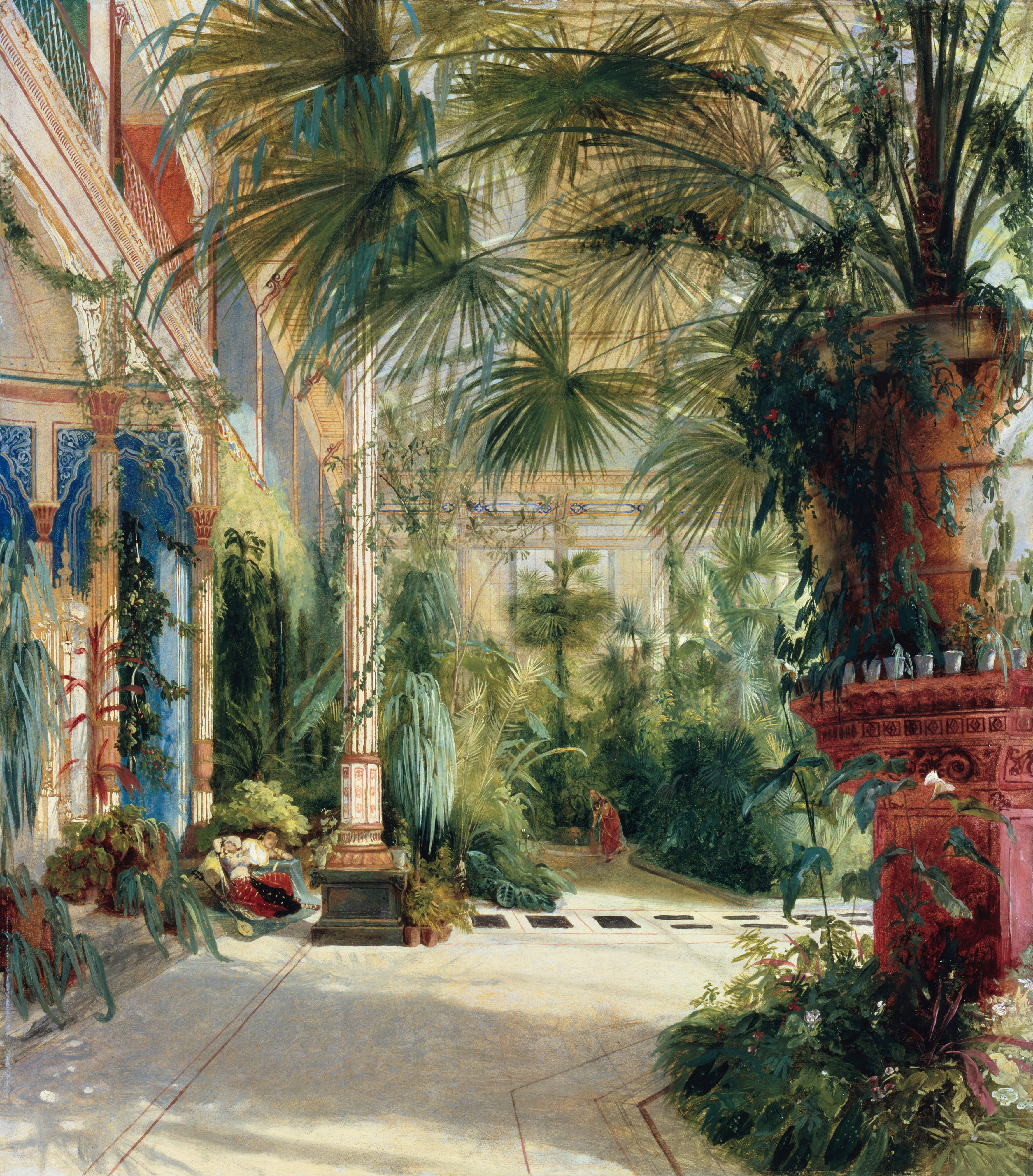
Interiör från palmhuset, målning av Carl Blechen, 1832.

Ön användes som sommarresidens även av Fredrik Vilhelm III av Preussen och hans drottning Louise av Mecklenburg-Strelitz, men drottningen ansåg att slottet var för litet och trångbott och paret kom senare huvudsakligen att bo på slottet Paretz under sommarmånaderna.  Efter Louises död 1810 kom kungen åter att använda ön som sommarnöje och lät anlägga flera ytterligare byggnader på ön, med ett menageri, ett palmhus och en botanisk trädgård.  På ön anlades även ett minnesmärke över drottningen i form av en marmorportal.  Kungen intresserade sig särskilt för exotiska djur, vilket gjorde att öns menageri ständigt utvidgades. 1836 fick Fredrik Vilhelm III en mindre renhjord med samiska skötare i gåva av Karl XIV Johan av Sverige.  Efter kungens död kom de flesta djuren att flyttas till den nyanlagda Zoologischer Garten Berlin.
Efter 1840 användes ön och slottet mycket sällan av kungafamiljen, och slottets inredning är sedan dess huvudsakligen oförändrad och bevarad.  1880 brann palmhuset av oklar anledning ner till grunden och planer på att återuppbygga det har hittills inte förverkligats.  Den botaniska trädgården förföll under 1900-talet men har sedan 1989 återställts.
1936 var ön plats för en stor bankett med anledning av de Olympiska spelen 1936, då ett stort antal hedersgäster och den olympiska kommittén firades med ett påkostat skådespel av de nazistiska värdarna.  I andra världskrigets slutfas, under slaget om Berlin, användes ön i ett försök att smuggla ut Adolf Hitlers testamente och order till general Walther Wenck med amfibieflygplan från Berlin och Führerbunkern, vilket dock misslyckades då man hade svårt att etablera kontakt under den ryska beskjutningen och förvirringen som rådde de sista krigsdagarna.
Mellan 1945 och 1989 tillhörde ön stadsdelen Wannsee i Västberlin, därefter det återförenade Berlin.  Under Berlins delning var ön ett populärt utflyktsmål för västberlinare och även efter murens fall har öns status som världsarv lett till stort intresse från turister.